# Meurtre sans faire-part
Pour plus de détails, voir Fiche technique et Distribution.
Meurtre sans faire-part (titre original : Portrait in Black) est un film américain réalisé par Michael Gordon, sorti en 1960.

## Synopsis
Sheila est l'épouse d'un riche armateur, Matt Cabot, contraint de rester alité jusqu'à la fin de sa vie. Bien que malade, il mène son affaire d'une main de fer. Son fondé de pouvoir, Howard Mason, est depuis longtemps amoureux de Sheila, mais celle-ci le repousse étant déjà la maîtresse du docteur David Rivera qui soigne son mari. Le docteur annonce son départ pour la Suisse et après une sérieuse discussion avec Sheila, il avoue être tenté de donner une piqûre plus importante à son mari et de provoquer son décès. Voilà pourquoi il part. Devant la détresse de sa maîtresse, il passe à l'acte avec son accord plus ou moins tacite. La mort de Matt passe pour naturelle, mais les deux amants doivent cependant être très prudents. David décide qu'ils doivent moins se voir et c'est à ce moment que Sheila reçoit une lettre la félicitant pour le meurtre de son mari. Après quelques recherches, ils arrivent à la conclusion que c'est Howard Mason qui est à l'origine de la lettre. Pour leur sécurité, David décide qu'il faut l'éliminer. Ce qui est fait un peu plus tard. La voiture de Howard est poussée du haut d'une falaise. Immédiatement, Blake Richards est soupçonné. Il avait eu il y a peu une violente discussion avec la victime, discussion qui avait été enregistrée à son insu. David est de plus en plus persuadé qu'il doit espacer ses rencontres avec sa maîtresse, mais une autre lettre arrive félicitant toujours Sheila pour la réussite de sa deuxième entreprise. Lettre qui n'a pas été expédiée par la poste, mais mise dans la boîte à lettres de la maison. Les soupçons se portent alors sur le chauffeur qui justement veut quitter la place discrètement. Faudra-t-il le supprimer lui aussi et commettre un troisième crime ?
Sheila et David veulent d'abord le questionner sérieusement avant de l'éliminer. C'est par lui que la vérité jaillira. Qui est le maître-chanteur ? 

## Fiche technique
- Titre : Meurtre sans faire-part
- Titre original : Portrait in Black
- Réalisation : Michael Gordon
- Scénario : Ivan Goff, Ben Roberts, d'après leur propre pièce
- Production : Ross Hunter
- Société de production : Ross Hunter Productions Inc., Universal Pictures
- Photographie : Russell Metty
- Musique : Frank Skinner
- Direction artistique : Richard H. Riedel
- Décoratrice de plateau : Julia Heron
- Costumes : Jean Louis
- Montage : Milton Carruth
- Pays de production : États-Unis
- Format : Couleur (Eastmancolor) - Son : Mono (Westrex Recording System)
- Genre : Film dramatique, Film policier, Thriller, Film à énigme
- Durée : 112 minutes (1 h 52)
- Dates de sortie : 
  - États-Unis : 27 juillet 1960
  - France : 7 octobre 1960

## Distribution
- Lana Turner (VF : Jacqueline Ferrière) : Sheila (Shirley en VF) Cabot
- Anthony Quinn (VF : Jean Clarieux) : Dr David Rivera
- Richard Basehart (VF : René Arrieu) : Howard Mason
- Sandra Dee (VF : Françoise Dorléac) : Cathy Cabot
- John Saxon (VF : Jacques Thébault) : Blake Richards
- Ray Walston (VF : Serge Lhorca) : Cobb
- Virginia Grey : Miss Lee
- Anna May Wong : Tawny
- Dennis Kohler : Peter Cabot
- Lloyd Nolan (VF : Lucien Bryonne) : Matthew (Matthieu en VF) S. Cabot
- Elizabeth Chan : Danseuse chinoise
- John Wengraf (VF : René Bériard) : Dr Kessler
- George Womack : Foreman
- Paul Birch (VF : Jacques Beauchey) : Lieutenant détective
- James Nolan (VF : Claude Bertrand) : le 1er Détective
- Robert Lieb (VF : Maurice Dorléac) : le 2d Détective
- John McNamara (VF : Pierre Morin) : le pasteur aux funérailles